# Creamed
Creamed es un proyecto de la Eurorregión Pirineos Mediterráneo enfocado a la creación de sinergias entre viveros de empresas en las regiones de Midi-Pyrénées, Languedoc-Roussillon, Cataluña e Islas Baleares.
El proyecto ha recibido la aprobación del comité de programación del Programa de Cooperación Territorial del suroeste de Europa (INTERREG IV B SUDOE) y se verá dotado de cerca de 1,1 millones de euros del FEDER. La Eurorregión se convierte, así, en la primera Agrupación Europea de Cooperación Territorial compuesta exclusivamente de regiones en recibir cofinanciación de la Unión Europea.
En el actual contexto de crisis económica, el proyecto Creamed permitirá a las empresas estimular la innovación, los intercambios entre responsables de viveros, el apoyo a la incubación i desarrollo, y su internacionalización.

## Los objetivos
El objetivo global del proyecto es el de estructurar y hacer más atractivo el territorio eurorregional organizando de manera coherente y complementaria los dispositivos de ayuda al desarrollo de los viveros de empresas de las cuatro regiones, gracias al acuerdo entre la Generalidad de Cataluña, la red de viveros de empresas de Midi-Pyrénées, Synersud France (Languedoc-Roussillon) y el centro ParcBIT (Islas Baleares).
La convocatoria de proyectos SUDOE ha recibido 223 candidaturas para una cofinanciación europea de proyectos transnacionales, de los cuales Creamed y 27 proyectos más han sido seleccionados.